# 2,4,6,8-テトラメチル-2,4,6,8-テトラキス(3,3,3-トリフルオロプロピル)シクロテトラシロキサン
2,4,6,8-テトラメチル-2,4,6,8-テトラキス(3,3,3-トリフルオロプロピル)シクロテトラシロキサン
（英語: 2,4,6,8-Tetramethyl-2,4,6,8-tetrakis(3,3,3-trifluoropropyl)cyclotetrasiloxane）
または、1,3,5,7-テトラキス(3,3,3-トリフオロプロピル)-1,3,5,7-テトラメチルシクロテトラシロキサン
（英語: 1,3,5,7-Tetrakis(3,3,3-trifluoropropyl)-1,3,5,7-tetramethylcyclotetrasiloxane）、
テトラキス(トリフルオロプロピル)テトラメチルシクロテトラシロキサン
（英語: tetrakis(trifluoropropyl)tetramethylcyclotetrasiloxane, D4F）は、化学式が C
16H
28F
12O
4Si
4 で表される化合物である。オクタメチルシクロテトラシロキサン (D4) の誘導体で、ペルフルオロアルキル物質 (PFAS) の一つ。
4つのジアステレオマーが存在する。
- cis-D4F
- trans-D4F (2R,4r,6S,8s)
- trans-D4F (2R,4R,6S,8S)
- trans-D4F (2r,4r,6r,8r)

D4Fは、ポリメチルトリフルオロプロピルシロキサン (PMTFPS) を合成する際の副生成物である。出発物質はジクロロメチル(3,3,3-トリフルオロプロピル)シランで、トリス(トリフルオロプロピル)トリメチルシクロトリシロキサン (D3F) は中間体である。
- D3Fを経由したジクロロメチル(3,3,3-トリフルオロプロピル)シランからPMTFPSの合成。D4Fは副生成物。

この物質は、廃水、汚泥、下水汚泥改良土壌から検出されている。